# Allancastria cerisyi
Allancastria cerisyi  — дневная бабочка из семейства парусников (Papilionidae). Видовое название было дано в честь французского энтомолога Александра Лефевра (1798 – 1867; Alexandre Louis Lefèbvre de Cérisy).

## Описание
Размах крыльев 52–62 мм. Окраска верхней стороны крыльев светло-жёлтая со сложным рисунком, образованным из красных, чёрных, голубых пятен, чёрных полей и перевязей. У недавно вышедших из куколки бабочек фоновая окраска крыльев варьирует от почти белого до ярко-жёлтого. Бахромка крыльев пёстрая. Рисунок нижней стороны крыльев повторяет окраску верхней стороны, а на внешнем поле переднего крыла его чёрные элементы неразвиты. На задних крыльях напротив жилки М различим небольшой хвостик. Брюшко опушено светлыми волосками, по бокам с рядами треугольных пятен оранжевого цвета. Половой диморфизм проявляется в большем развитии рисунка у самок и интенсивной окраске фонового цвета крыльев.

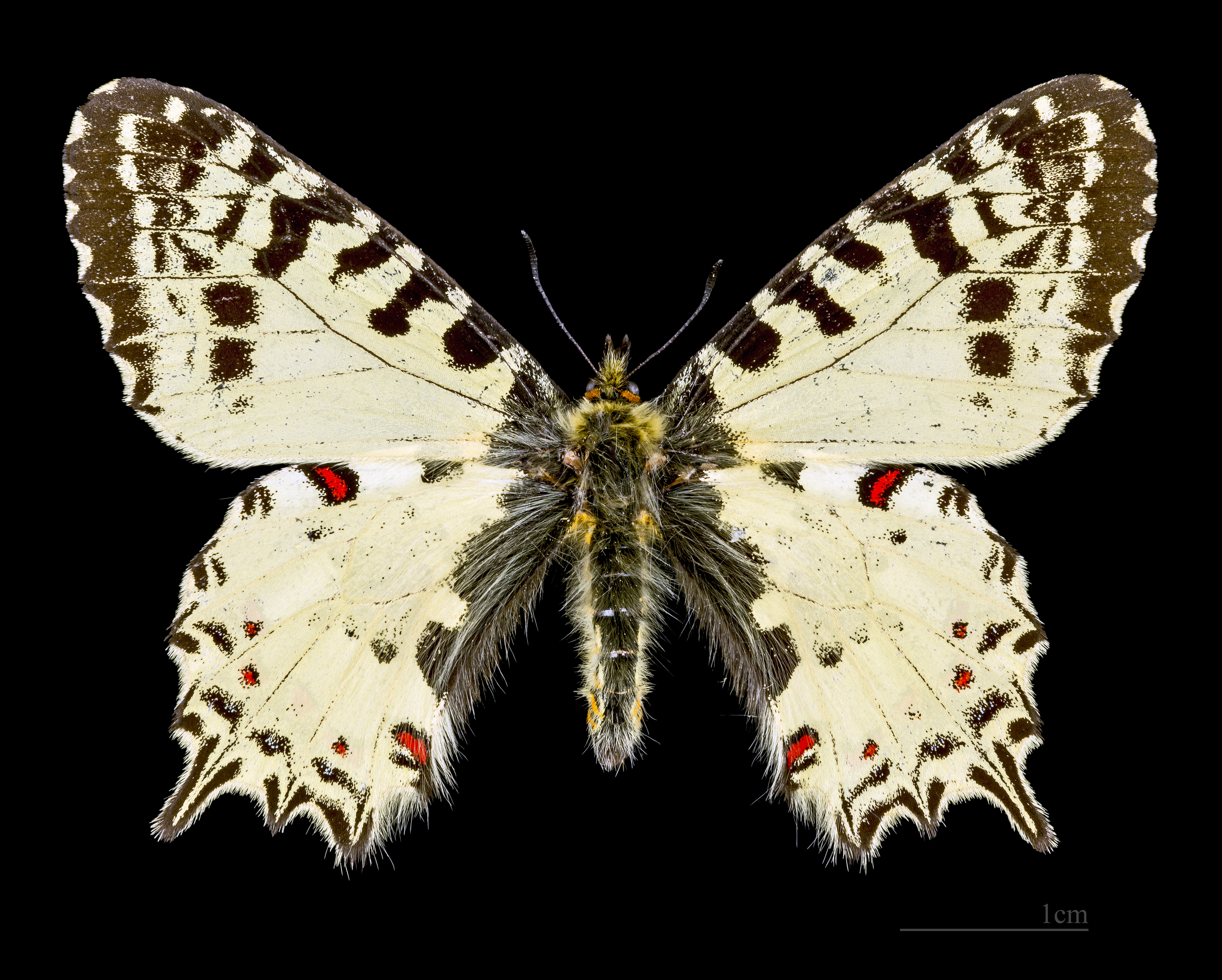
Самец
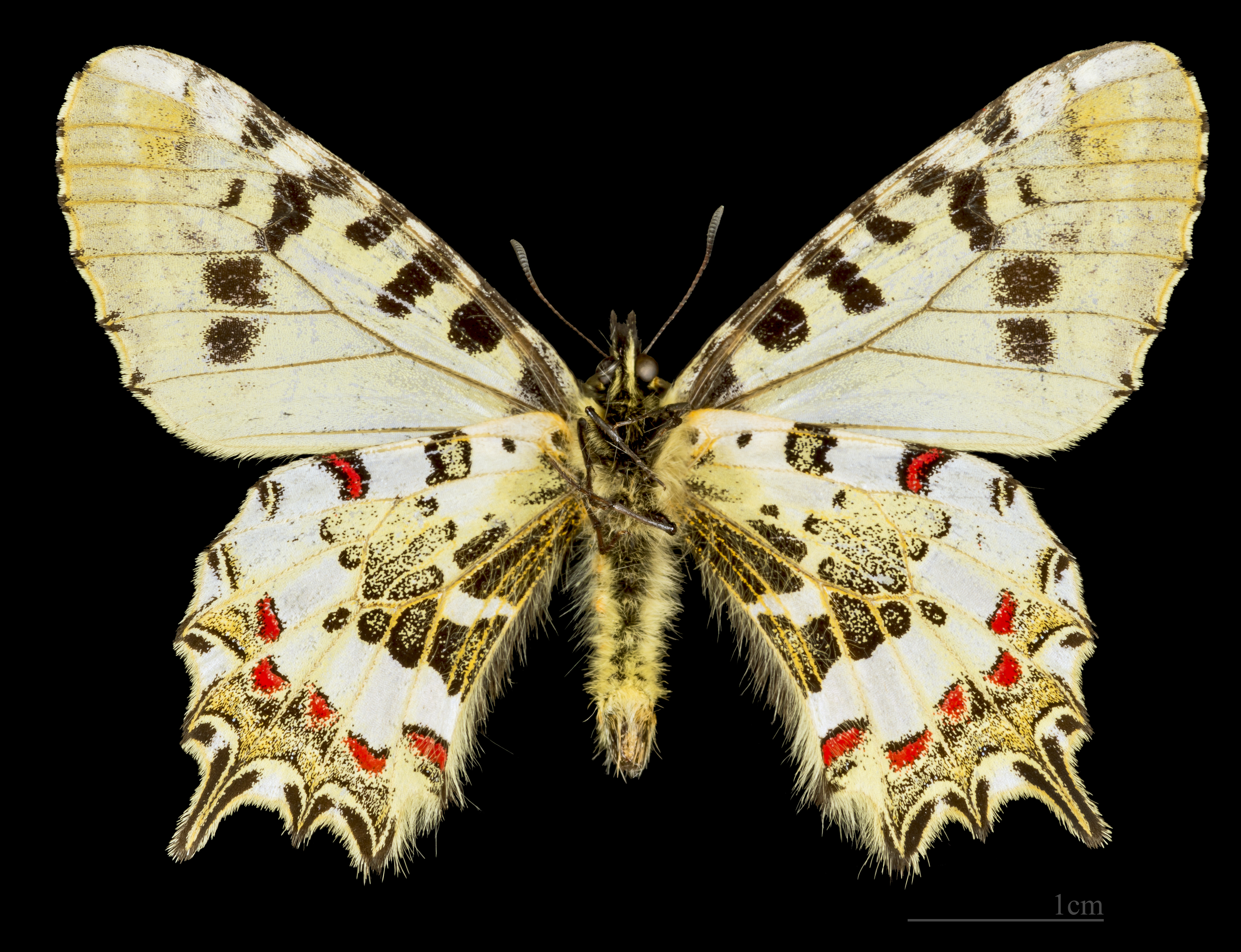
Самец, испод крыльев
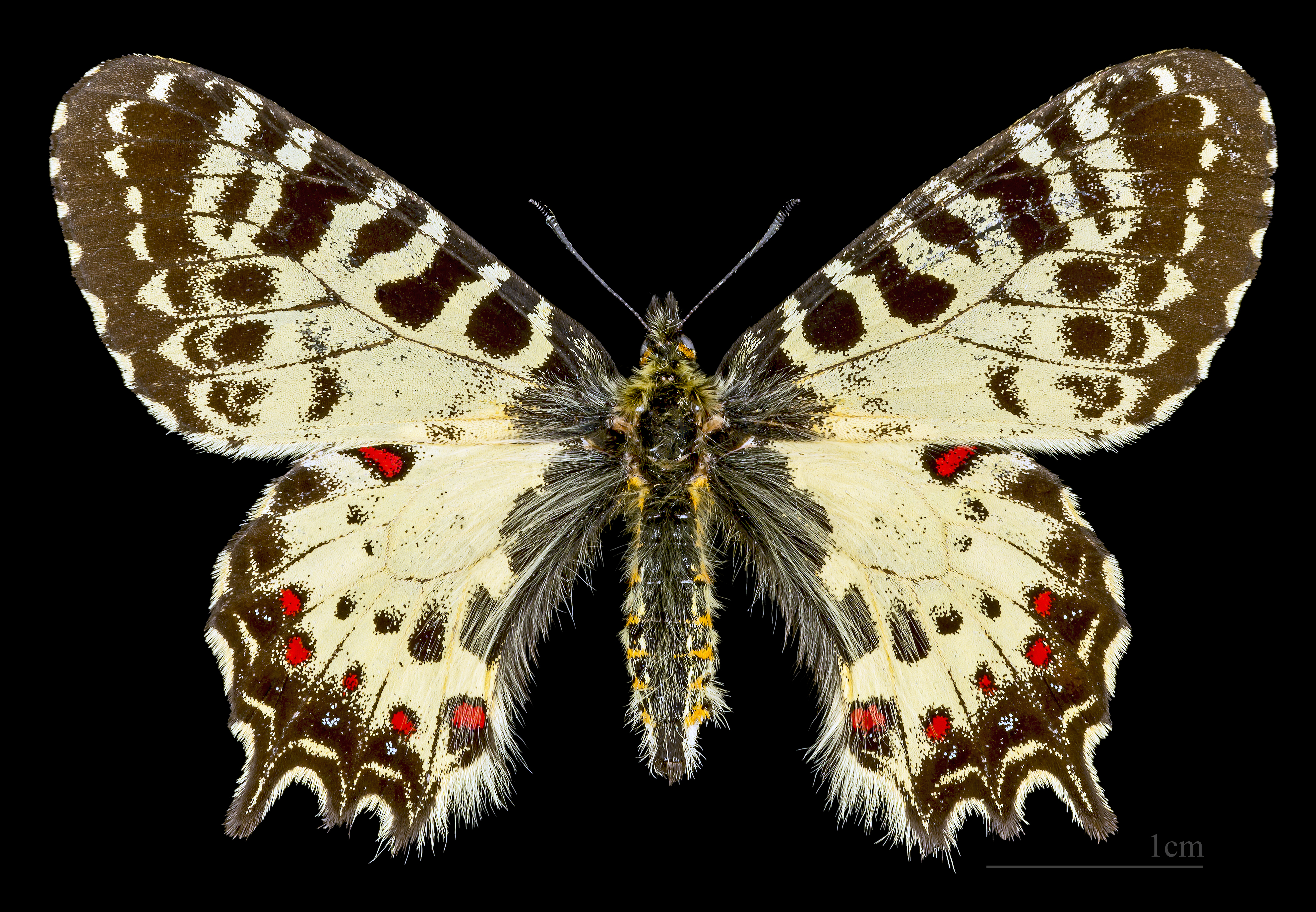
Самка
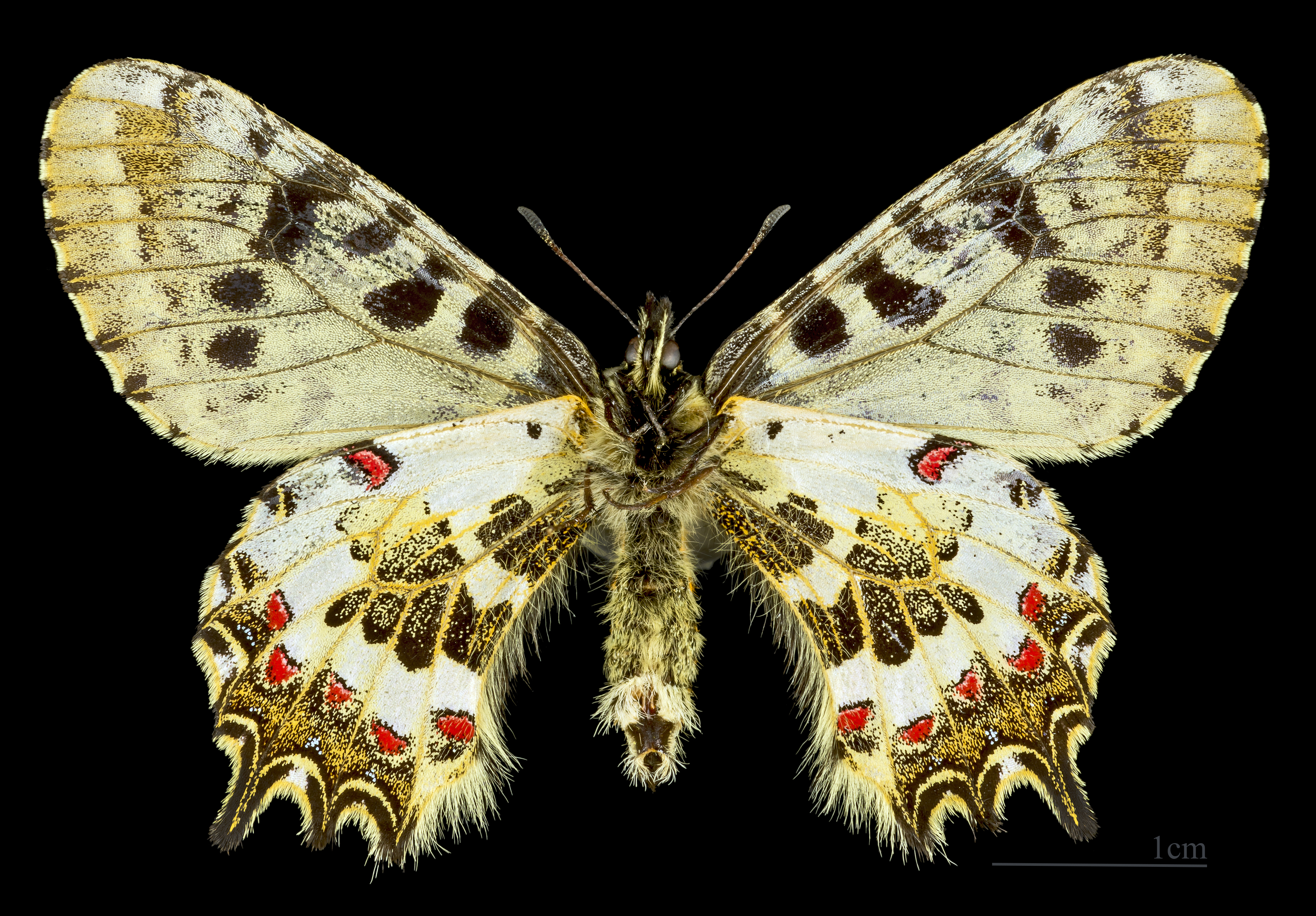
Самка, испод крыльев

## Ареал
Босния и Герцеговина, Сербия, Албания, Северная Македония, Болгария, Румыния, Западная, Северо-Центральная и Южно-Центральная Турция, Северная и Восточная Греция (включая острова Эгейского моря), Кипр, Ливан, Палестина, Израиль, Иордания и Сирия.

## Биология
Развивается в одном поколении за год. Время лёта с первой декады апреля по первую декаду мая. В целом время лёта в зависимости от участка ареала и погодных условия может растягиваться. Бабочки преимущественно активны с 10 утра до 16 часов. В начале сезона лёта первыми появляются самцы, а массовый выход самок приходится на 7—10 дней позже. Для самцов типичен поисковый тип полета, характерный для прочих горных представителей подсемейства Parnassiinae. Они парят бреющим пассивным полётом с верхней точки перевалов до подножий мест произрастания кормовых растений, летают обычно зигзагом. Вверх возвращаются, при помощи воздушных потоков ветра. Самки летают в поисках пищи и кормовых растений для откладывания яиц. Самки после спаривания откладывают яйца по одному, приклеивая их к нижней стороне листьев. Кормовое растение гусениц — кирказон.